# Ronald Vargas
Ronald Alejandro Vargas Aranguren (Caracas, 2 de diciembre de 1986) es un exfutbolista venezolano que jugaba como centrocampista.
Ha sido distinguido con el premio al Mejor jugador de la Primera División de Venezuela en 2007-08, Mejor jugador del II Juego de las Estrellas de Venezuela en 2008, así como también Mejor futbolista venezolano en el exterior en 2008.
Comenzó su carrera en el Caracas Fútbol Club con en el que debutó en la máxima categoría del fútbol venezolano en 2006. Tras ser observado en un amistoso internacional contra la Selección de fútbol de Colombia en 2008, el director deportivo del Club Brujas Luc Devroe inicia las conversaciones con el Caracas Fútbol Club. El 13 de mayo de 2008 viaja a la ciudad de Bruselas en compañía del vicepresidente del Caracas, Philip Valentiner para realizar los respectivo exámenes médicos para asegurar el fichaje por parte del club belga. El 14 de mayo de 2008 el Club Brujas belga lo ficha por un costo de alrededor de €1 millón, por 5 años, siendo la transferencia más cara pagada por un jugador venezolano a un club de la liga local.
Realizó su primera aparición con la selección venezolana el 3 de febrero de 2008 en un partido ante Haití disputado en el Estadio José Antonio Anzoátegui de Puerto La Cruz.
Los máximos logros de su carrera los ha conseguido con el Caracas, con el cual ganó un campeonato de liga Sub-20 en 2003/04 y dos campeonatos de Primera División de Venezuela en 2005/06 y 2006/07.

## Trayectoria deportiva
Debutó en el Caracas Fútbol Club en 2002 en la selección Sub-17, luego ascendió a la categoría Sub-20 donde consigue el título para la temporada 2003/04. A inicios de 2005 participa en el Campeonato Suramericano Sub-20 disputado en Colombia, donde logró mayor notoriedad, pero su carrera se frenó luego de terminado el campeonato al ser acusado de dopaje con la sustancia nandrolona. Ronald alegó que desconocía que le estaban inyectando esta sustancia y pensó retirarse del fútbol e irse a estudiar a Estados Unidos; sin embargo, el Caracas lo apoyó ofreciéndole un contrato. Luego en noviembre de ese año la Federación Venezolana de Fútbol decide levantar la sanción tras la apelación de Vargas.

### Caracas
En su primer año en la primera división venezolana nuevamente con el Caracas Fútbol Club se titula en los campeonatos 2005/06 y 2006/07.
El 26 de noviembre de 2006 marcó su primer gol con el Caracas Fútbol Club B en la Segunda División de Venezuela en la jornada 16 del Torneo Apertura contra el Iberoamericano Fútbol Club con derrota de su equipo 4-3, marcando el gol en el minuto 90'.
Con el Caracas Fútbol Club B en la Segunda División Venezolana 2006/07 marcó 2 goles (1 en el Torneo Apertura y otro en el Torneo Clausura), después es ascendido al primer equipo del Caracas Fútbol Club de Primera División.
El 14 de marzo de 2006 debutó en la Copa Libertadores contra el Club Sportivo Cienciano con victoria 4-0 entrando de la banca en el minuto 82'.
En la Primera División Venezolana 2006/07 disputó 3 partidos (1 de titular), marcando 1 gol y jugando 121 minutos. Marcó 1 gol en la final del fútbol venezolano frente Unión Atlético Maracaibo donde el Caracas Fútbol Club ganó con marcador de 0-1 de visitante, este fue su primer gol con el primer equipo del Caracas. En la Copa Libertadores 2006 disputó 2 partidos 1 de titular jugando 75 minutos.
En la Primera División Venezolana 2007/08, ya consolidado como titular en el Caracas Fútbol Club, marcó su primer gol en Primera División el 21 de octubre de 2007 contra el Atlético El Vigía en la jornada 10 marcando el gol en el minuto 78' y disputando los 90 minutos. Al final de la temporada disputó 29 partidos, 21 de titular, marcando 8 goles, 2 de penalti, jugando 1982 minutos y disputando los 2 partidos de la fina,l quedando de Subcampeón.
Debutó en la Copa Venezuela contra el Carabobo Fútbol Club disputando los 90 minutos con resultado de 1-1. En total en la Copa Venezuela de Fútbol 2007 disputó 4 partidos, los 4 de titular, jugando 360 minutos.
En la Copa Libertadores 2008 disputó 5 partidos, los 5 de titular, marcando 2 goles y jugando 427 minutos.
El 12 de febrero de 2008 marcó su primer gol en la Copa Libertadores 2008 contra el Club Atlético San Lorenzo de Almagro disputando los 90 minutos, marcando el gol en el minuto 39 y recibiendo 1 tarjeta amarilla.
El 7 de mayo de 2008 estuvo presente en el II Juego de las Estrellas de Venezuela disputado en Ciudad Guayana en el Estadio Cachamay ante unos 8.000 espectadores con victoria de las estrellas nacionales 7-2 a las estrellas extranjeras de la Primera División de Venezuela disputando los 90 minutos marcando 1 gol en el minuto 58 en una acción individual logró anotar con tiro de derecha, en toque sutil tras una gran acción y asistiendo en otro gol siendo el Jugador Más Valioso del partido.

### Club Brujas
Después de la exitosa campaña con el Caracas recibió varias ofertas de equipos belgas como el KAA Gent, RSC Anderlecht y Club Brujas con este último finalmente acordó un contrato de 5 años. Vargas regresó a Venezuela para terminar la temporada con el Caracas.
El 29 de junio de 2008, Vargas se reportó al Club Brujas donde se le otorgó la camiseta con el dorsal 20. Realizó su primer entrenamiento el día lunes 30 de junio del mismo año.
Al llegar Ronald Vargas a Bélgica se sorprendió, ya que había muchas personas vestidos con su camisa y las numerosas solicitudes de entrevista. En su primera temporada en el país europeo Vargas se quiso devolver a Venezuela debido a los fuertes fríos invernales, y por la difícil adaptación a Europa. También, este año disputaba la misma liga con Roberto Rosales y frecuentemente salían o se reunían en casa para jugar playStation.
El 4 de julio de 2008 debutó con el Brujas en la pretemporada 2008 contra el Koksijde con victoria de 6-2 saliendo de titular jugando 45 minutos marcando un gol en el minuto 7 y asistiendo otro gol. Una lesión muscular una pubalgia lo apartó de los últimos nueve amistosos del Brujas. En la pretemporada 2008 disputó 4 partidos (2 de titular), marcando 1 gol de tiro libre, asistiendo a 2 goles y jugando 180 minutos.
El 29 de agosto de 2008 debutó en la Liga de Bélgica contra el AFC Tubize con victoria de su equipo 4-1, disputando 8 minutos del segundo tiempo.
El 18 de septiembre de 2008 debutó en la Copa de la UEFA 2008-09 en la primera fase contra el BSC Young Boys con resultado de 2-2, disputando los 90 minutos y dando la asistencia del segundo gol.
El 12 de noviembre de 2008 debutó en la Copa de Bélgica 2008-2009 en los dieciseisavos contra el KSK Beveren con victoria de su equipo 1-0, disputando los 90 minutos y clasificando a los octavos de final.
El 27 de noviembre de 2008 marcó su primer gol con el Club Brujas en la Copa de la UEFA 2008-09 en la fase de grupos contra el AS Saint-Étienne dándole el empate a su equipo 1-1, disputando los 90 minutos marcando el gol en el minuto 50.
En la actual temporada 2010-2011 de la Jupiler League está como segundo mejor goleador de la liga con 15 goles.

### Anderlecht
Después de una espléndida campaña con el Club Brujas y por problemas con el club, el 29 de junio de 2011 es presentado por el Royal Sporting Club Anderlecht de la Primera División de Bélgica. Luego de sufrir una lesión de ligamento cruzado en la rodilla, tuvo que debutar con el club el 21 de septiembre ante el Lommel, convirtiendo su primer gol con el club y haciendo una asistencia. Sin embargo solo pudo disputar 6 partidos con su club debido a una rotura del tendón rotuliano de la pierna izquierda. Sufrió la lesión el 26 de octubre, durante un partido de la Copa de Bélgica contra el Rupel Boom.

### AEK Athens
Después de una mala temporada con el Balıkesirspor fue traspasado al AEK Atenas Fútbol Club de la Super Liga de Grecia debutó con gol el 22 de agosto de 2015 en la primera jornada debutó con gol frente al Fútbol Club Platanias.

## Selección nacional
Debutó en la selección de fútbol de Venezuela en un partido amistoso disputado contra Haití el 3 de febrero de 2008 disputado en el Estadio José Antonio Anzoátegui de la ciudad de Puerto La Cruz con resultado de 1-0 a favor, entró al campo en el minuto 67.
Anotó su primer gol con la selección de fútbol de Venezuela el 6 de junio de 2008, ante la selección de fútbol de Brasil en victoria histórica de Venezuela 2 goles a 0.
Participó en su primera eliminatoria contra Uruguay el 14 de junio de 2008 disputado en el Estadio Centenario de Montevideo con resultado de 1-1, disputando 72 minutos y marcando gol en su debut para darle el empate en el minuto 55. El 9 de septiembre de 2009 anota su segundo gol en eliminatorias ante la selección de fútbol de Perú con resultado 3-1, marcando el gol en el minuto 72.
Después de su larga lesión volvió a jugar con la selección el 16 de octubre de 2012 ante Ecuador para las eliminatorias al Mundial 2014 después de ingresar por Edgar Pérez Greco.

### Participaciones internacionales
| Competición                            | Sede      | Resultado  | Partidos | Goles |
| -------------------------------------- | --------- | ---------- | -------- | ----- |
| Campeonato Sudamericano Sub-20 de 2005 | Colombia  | Fase final | 9        | 2     |
| Eliminatorias al Mundial 2010          | Sudáfrica | 8º lugar   | 6        | 2     |
| Eliminatorias al Mundial 2014          | Brasil    | 6º lugar   | 1        | 0     |
| Copa América 2015                      | Chile     | 9º lugar   | 3        | 0     |

### Goles internacionales
| # | Fecha                   | Lugar                                                      | Rival   | Gol | Resultado | Competición                |
| - | ----------------------- | ---------------------------------------------------------- | ------- | --- | --------- | -------------------------- |
| 1 | 6 de junio de 2008      | Gillette Stadium, Boston, Estados Unidos                   | Brasil  | 2-0 | 2-0       | Amistoso                   |
| 2 | 14 de junio de 2008     | Estadio Centenario, Montevideo, Uruguay                    | Uruguay | 1-1 | 1-1       | Clasificación Mundial 2010 |
| 3 | 9 de septiembre de 2009 | Estadio José Antonio Anzoátegui, Puerto La Cruz, Venezuela | Perú    | 3-1 | 3-1       | Clasificación Mundial 2010 |

## Clubes
- Actualizado de acuerdo al último partido jugado el 16 de marzo de 2013.

| Equipo                        | Temporada | Liga doméstica | Liga doméstica | Copas doméstica | Copas doméstica | Competición extranjera | Competición extranjera | Total | Total |
| Equipo                        | Temporada | PJ             | Goles          | PJ              | Goles           | PJ                     | Goles                  | PJ    | Goles |
| ----------------------------- | --------- | -------------- | -------------- | --------------- | --------------- | ---------------------- | ---------------------- | ----- | ----- |
| Caracas Venezuela             | 2006-2007 | 3              | 1              | 0               | 0               | 2                      | 0                      | 5     | 1     |
| Caracas Venezuela             | 2007-2008 | 29             | 8              | 4               | 0               | 7                      | 2                      | 38    | 10    |
| Caracas Venezuela             | Total     | 32             | 9              | 4               | 0               | 9                      | 2                      | 43    | 11    |
| Club Brujas Bélgica           | 2008-2009 | 22             | 3              | 0               | 0               | 6                      | 1                      | 28    | 4     |
| Club Brujas Bélgica           | 2009-2010 | 26             | 4              | 1               | 1               | 7                      | 0                      | 33    | 5     |
| Club Brujas Bélgica           | 2010-2011 | 23             | 15             | 1               | 1               | 4                      | 0                      | 28    | 16    |
| Club Brujas Bélgica           | Total     | 71             | 22             | 4               | 2               | 17                     | 1                      | 92    | 25    |
| Anderlecht Bélgica            | 2011-2012 | 4              | 0              | 2               | 1               | 0                      | 0                      | 6     | 1     |
| Anderlecht Bélgica            | 2012-2013 | 11             | 2              | 1               | 0               | 1                      | 0                      | 14    | 2     |
| Anderlecht Bélgica            | Total     | 15             | 2              | 3               | 1               | 1                      | 0                      | 20    | 3     |
| AEK Atenas Fútbol Club Grecia | 2015-2016 | 16             | 7              | 3               | 2               | 0                      | 0                      | 19    | 9     |
| AEK Atenas Fútbol Club Grecia | Total     | 16             | 7              | 3               | 2               | 0                      | 0                      | 19    | 9     |
| Newcastle Jets FC Australia   | 2016-2017 | -              | -              | -               | -               | -                      | -                      | -     | -     |
| Newcastle Jets FC Australia   | Total     | -              | -              | -               | -               | -                      | -                      | -     | -     |
| Total de su carrera           | 105       | 30             | 10             | 3               | 24              | 3                      | 139                    | 37    |       |

## Palmarés

### Campeonatos nacionales
|  | Título                        |  | Club       | País      | Año     |
|  | ----------------------------- |  | ---------- | --------- | ------- |
|  | Campeonato Sub-20             |  | Caracas    | Venezuela | 2003/04 |
|  | Primera División de Venezuela |  | Caracas    | Venezuela | 2006/07 |
|  | Primera División de Venezuela |  | Caracas    | Venezuela | 2007/08 |
|  | Primera División de Bélgica   |  | Anderlecht | Bélgica   | 2011/12 |
|  | Supercopa de Bélgica          |  | Anderlecht | Bélgica   | 2012/13 |
|  | Primera División de Bélgica   |  | Anderlecht | Bélgica   | 2012/13 |
|  | Primera División de Bélgica   |  | Anderlecht | Bélgica   | 2013/14 |
|  | Copa de Grecia                |  | AEK Atenas | Grecia    | 2015/16 |

### Distinciones individuales
| Distinción                                        | Año     |
| ------------------------------------------------- | ------- |
| Mejor jugador de la Primera División de Venezuela | 2007/08 |
| JMV II Juego de las estrellas de Venezuela        | 2008    |
| Mejor futbolista venezolano en el exterior        | 2008    |